# カルペ・ディエム〜鋼鉄の瞬間〜
『カルペ・ディエム〜鋼鉄の瞬間〜』（原題: Carpe Diem）はイングランドのヘヴィメタル・バンド、サクソンが2022年に発表したスタジオ・アルバムである。

## 概要
前作から約1年振りに発表となったアルバムであり、オリジナルアルバムとしては『サンダーボルト』以来約4年振りに発表された作品である。日本盤はルビコン・ミュージックより発売された。
アンディ・スニープとビフ・バイフォードの共同プロデュースで制作されており、バックボーカルとしてバイフォードの息子セブ・バイフォードが参加している。

## 収録曲
| 全作詞: ビフ・バイフォード、全作曲: サクソン。 | |                    |            |      |
| #                                              | タイトル                                                                                                 | 作詞               | 作曲・編曲 | 時間 |
| 1.                                             | 「カルペ・ディエム (シーズ・ザ・デイ) - Carpe Diem (Seize the Day)」                                     | ビフ・バイフォード | サクソン   | 4:42 |
| 2.                                             | 「エイジ・オブ・スティーム - Age of Steeam」                                                             | ビフ・バイフォード | サクソン   | 4:09 |
| 3.                                             | 「ザ・ピルグリメイジ〜巡礼〜 - The Pilgrimage」                                                          | ビフ・バイフォード | サクソン   | 6:29 |
| 4.                                             | 「ダムバスターズ - Dambusters」                                                                          | ビフ・バイフォード | サクソン   | 3:20 |
| 5.                                             | 「リメンバー・ザ・フォーレン - Remember the Fallen」                                                     | ビフ・バイフォード | サクソン   | 5:16 |
| 6.                                             | 「スーパー・ノヴァ - Super Nova」                                                                        | ビフ・バイフォード | サクソン   | 4:21 |
| 7.                                             | 「レディ・イン・グレイ - Lady in Gray」                                                                  | ビフ・バイフォード | サクソン   | 5:13 |
| 8.                                             | 「オール・フォー・ワン - All for One」                                                                   | ビフ・バイフォード | サクソン   | 3:43 |
| 9.                                             | 「ブラック・イズ・ザ・ナイト - Black Is the Night」                                                      | ビフ・バイフォード | サクソン   | 4:12 |
| 10.                                            | 「リヴィング・オン・ザ・リミット - Living on the Limit」                                                 | ビフ・バイフォード | サクソン   | 2:56 |
| 11.                                            | 「キリング・グラウンド (ライヴ・ロンドン2016) - Killing Ground (London 2016)」(日本盤ボーナス・トラック) | ビフ・バイフォード | サクソン   | 4:16 |
| 合計時間:                                      | 合計時間:                                                                                                | 48:37              |            |      |

## 演奏
サクソン
- ビフ・バイフォード - ボーカル
- ポール・クイン - ギター
- ナイジェル・グロックラー - ドラムス
- ダグ・スカーラット - ギター
- ニッブス・カーター - ベース

その他ミュージシャン
- セブ・バイフォード - バッキングボーカル